# Rubia oncotricha
Rubia oncotricha là một loài thực vật có hoa trong họ Thiến thảo. Loài này được Hand.-Mazz. miêu tả khoa học đầu tiên năm 1936.